# Elkalyce arizonensis
Elkalyce arizonensis är en fjärilsart som beskrevs av Gunder 1927. Elkalyce arizonensis ingår i släktet Elkalyce och familjen juvelvingar. Inga underarter finns listade i Catalogue of Life.